# Mantidactylus ulcerosus
Mantidactylus ulcerosus är en groddjursart som först beskrevs av Oskar Boettger 1880.  Mantidactylus ulcerosus ingår i släktet Mantidactylus och familjen Mantellidae. IUCN kategoriserar arten globalt som livskraftig. Inga underarter finns listade i Catalogue of Life.